# 村瀬慧
村瀬 慧（むらせ けい、1982年（昭和57年）- ）は能楽師（ワキ方福王流）で、重要無形文化財総合認定保持者である。

## 概説
1982年（昭和57年）、ワキ方福王流能楽師村瀬純の長男として生まれる。父並びに福王和幸に師事する。公益社団法人能楽協会会員。

## 脚註